# Quadrartus yoshinomiyai
Quadrartus yoshinomiyai är en insektsart. Quadrartus yoshinomiyai ingår i släktet Quadrartus och familjen långrörsbladlöss. Inga underarter finns listade i Catalogue of Life.